# Чанша
Чанша́ (кит. упр. 长沙, пиньинь Chángshā) — городской округ в провинции Хунань КНР, административный центр провинции. Расположен на реке Сянцзян. Входит в исторический «Золотой Треугольник Чанчжутань» (в имени объединены названия городских округов Чанша, Чжучжоу, Сянтань).

## Климат
Чанша характеризуется влажным субтропическим климатом со среднегодовой температурой около +17 °С. Средние месячные температуры варьируются от +4,6 °С в январе до +29 °С в июле. Годовой уровень осадков составляет 1330 мм. Лето — продолжительное и жаркое, с обильными осадками. Зима — довольно засушливая и короткая; иногда случаются морозы и температура падает ниже 0 °С.

## История
Чанша известен как крупный центр уже до нашей эры в царствах Чу и Цинь. В Чанша был найден железный меч, датируемый 500 годом до н. э., изготовленный в период Весны и Осени. В Чанше на фигурке в китайской гробнице 302 года н. э. найдено одно из первых изображений стремени.
После того, как Цинь Шихуан впервые в истории объединил все китайские земли в единую империю, то в 221 году до н. э. страна была разбита на 36 округов-цзюнь, одним из которых стал Чаншаский округ (长沙郡); власти округа разместились в уезде Сянсянь (湘县). Когда после распада империи Цинь Лю Бан провозгласил себя правителем новой империи Хань, то в 202 год до н. э. он дал У Жую титул «Чаншаского князя» (长沙王), и потому Чаншаский округ стал Чаншаским уделом (长沙国), а уезд Сянсянь был переименован в Линьсян (临湘县). Чаншаские князья оставили важный след в истории: именно княжеской семье У принадлежало знаменитое в современной археологии захоронение Мавандуй, при дворе чаншаских князей служил поэт Цзя И, и т. д. Прямая линия потомков У Жуя пресеклась в 156 году до н. э. со смертью У Чжэ, но император Цзин-ди дал титул «Чаншаского князя» Лю Фа, и удел просуществовал вплоть до конца Западной Хань. Во времена диктатуры Ван Мана удел в 10 году стал Тяньманьским округом (填蛮郡), но после свержения Ван Мана и образования Восточной Хань император Гуанъу-ди дал в 26 году титул «Чаншаского князя» Лю Сину (сыну Лю Шуня), и восстановил удел. Однако в 37 году, когда объединение страны было фактически завершено, император решил, что княжеский титул не подобает Лю Сину, и дал ему титул Линьсянского хоу (临湘侯); удел опять стал Чаншаским округом провинции Цзинчжоу (荆州).
Когда в 190 году н. э. состоялся поход против Дун Чжо, чаншаский тайшоу Сунь Цзянь примкнул к коалиции, что положило начало возвышению рода Сунь, возглавившего в эпоху Троецарствия государство У.
Во времена империи Цзинь император Хуай-ди разделил в 307 году провинцию Цзинчжоу на 8 областей-чжоу, и эти места стали областью Сянчжоу (湘州).
Во времена империи Суй в 589 году в связи с тем, что здесь имелся водоём Чжаотань, область Сянчжоу была переименована в Таньчжоу (潭州), а уезд Линьсян — в уезд Чанша (长沙县).
В эпоху пяти династий и десяти царств Ма Инь в 907 году провозгласил себя правителем позднего царства Чу, и сделал эти места своей столицей; в 927 году он переименовал область Таньчжоу в Чаншаскую управу (长沙府). В 951 году его государство было уничтожено войсками Южной Тан.
После объединения страны в империю Сун Чаншаская управа была в 960 году ликвидирована, и вновь была восстановлена область Таньчжоу, власти которой по-прежнему разместились в уезде Чанша. В 976 году чаншаский тайшоу Чжу Дун основал Академию Юэлу — предтечу современного Хунаньского университета.
После монгольского завоевания страна была разделена на регионы-лу, и область Таньчжоу в 1277 году стала Таньчжоуским регионом (潭州路). В 1329 году он был переименован в Тяньлиньский регион (天临路). После того, как повстанцы под руководством Чжу Юаньчжана свергли здесь власть монголов, Тяньлиньский регион стал в 1364 году Таньчжоуской управой (潭州府), а после провозглашения империи Мин Таньчжоуская управа была в 1372 году переименована в Чаншаскую управу. Во времена империй Мин и Цин эти места активно развивались, став известным на всю страну рынком чая и риса. В то время эти земли подчинялись Хугуанскому бучжэнши, ставка которого находилась в Учане, но в 1723 году аппарат Хугуанского бучжэнши был разделён на «левый» и «правый», и «правый Хугуанский бучжэнши» переехал сюда: так началось разделение Хугуана на провинции Хубэй и Хунань.
В XIX веке во время борьбы с восстанием тайпинов Чанша стала базой «сянской армии» Цзэн Гофаня. Тайпинам так и не удалось взять город; именно здесь погиб «князь Запада» Сяо Чаогуй. В конце XIX века здесь некоторое время работал реформатор Тань Сытун. В 1904 году Хуан Син и Сун Цзяожэнь создали в Чанша тайную организацию «Хуасинхой», которая в следующем году объединилась с «Синчжунхой» в «Тунмэнхой».
После Синьхайской революции в Китае была проведена реформа структуры административного деления, в ходе которой были упразднены управы, и поэтому в 1913 году Чаншаская управа прекратила своё существование. В это время здесь началась политическая карьера Мао Цзэдуна: с 1913 по 1918 он был студентом Хунаньского педагогического института, а потом с 1920 по 1922 работал учителем. С 1922 года здесь разместились власти провинции Хунань.
В 1933 году город Чанша был официально выделен из уезда Чанша в отдельную административную структуру.
Во время Второй японо-китайской войны с 1939 по 1944 гг. японцы предприняли четыре попытки овладеть Чаншой. В результате крупнейшего из рукотворных в Китае городских пожаров 1938 года Чанша стал одним из самых разрушенных городов Второй Мировой войны (наряду со Сталинградом, Хиросимой, Нагасаки).
В конце гражданской войны командовавшие местным гарнизоном Чэнь Минжэнь и Чэн Цян без боя перешли на сторону коммунистов, спася Чанша от нового разрушения.
В 1949 году был образован Специальный район Чанша (长沙专区), состоящий из 8 уездов, власти которого разместились в уезде Сянтань; город Чанша не вошёл в состав Специального района, став городом провинциального подчинения. В 1950 году урбанизированная часть уезда Сянтань была выделена в отдельный город Сянтань (湘潭市). В 1951 году из уезда Сянтань был выделен город Чжучжоу, а из уезда Чанша — уезд Ванчэн (望城县). В 1952 году Специальный район Чанша был переименован в Специальный район Сянтань (湘潭专区).
В 1955 году город Чанша был разделён на Северный, Южный, Восточный и Западный районы. В 1957 году был создан ещё и Пригородный район.
22 марта 1959 года уезд Ванчэн был вновь присоединён к уезду Чанша, а 31 марта того же года уезд Чанша был передан из состава Специального района Сянтань под юрисдикцию властей города Чанша.
В 1977 году был вновь образован уезд Ванчэн.
В 1983 году под юрисдикцию властей Чанша были переданы уезд Сянъинь из состава округа Юэян, уезд Нинсян из состава округа Иян, и уезд Люян из состава округа Сянтань. В 1986 году уезд Сянъинь был передан в состав свежеобразованного городского округа Юэян.
В 1993 году уезд Люян был преобразован в городской уезд.
В 1996 году было упразднено старое деление Чанша на районы, и были созданы новые пять районов.
В 2011 году уезд Ванчэн был преобразован в район городского подчинения.
В 2017 году уезд Нинсян был преобразован в городской уезд.

## Административно-территориальное деление
Городской округ Чанша делится на 6 районов, 2 городских уезда, 1 уезд:
| Карта                                                            | Карта    | Карта     | Карта         | Карта            | Карта         |
| ---------------------------------------------------------------- | -------- | --------- | ------------- | ---------------- | ------------- |
| ① ② Юэлу Кайфу Юйхуа Ванчэн Чанша Люян Нинсян ① Фужун ② Тяньсинь |          |           |               |                  |               |
| Статус                                                           | Название | Иероглифы | Пиньинь       | Население (2010) | Площадь (км²) |
| Район                                                            | Фужун    | 芙蓉区    | Fúróng qū     |                  |               |
| Район                                                            | Тяньсинь | 天心区    | Tiānxīn qū    |                  |               |
| Район                                                            | Юэлу     | 岳麓区    | Yuèlù qū      |                  |               |
| Район                                                            | Кайфу    | 开福区    | Kāifú qū      |                  |               |
| Район                                                            | Юйхуа    | 雨花区    | Yǔhuā qū      |                  |               |
| Район                                                            | Ванчэн   | 望城区    | Wàngchéng qū  |                  |               |
| Городской уезд                                                   | Люян     | 浏阳市    | Liúyáng shì   |                  |               |
| Городской уезд                                                   | Нинсян   | 宁乡市    | Níngxiāng shì |                  |               |
| Уезд                                                             | Чанша    | 长沙县    | Chángshā xiàn |                  |               |

## Экономика
Чанша — крупный промышленный центр южного Китая. Чанша входит в 20 наиболее экономически развитых городов страны; в 2008 году его ВВП составил 43 млрд долларов США, что на 15,1 % больше показателя на предыдущий год. ВВП на душу населения — 6589 долларов США. С экономическим развитием связано быстрое разрастание города и ухудшение его экологической ситуации.
Город привлекает значительное количество иностранных инвестиций. Так, лишь в 2005 году город получил около 1 млрд долларов прямых иностранных инвестиций, главным образом в высокие технологии, производство, пищевую промышленность и сферу услуг. 59 % от общего объёма инвестиций пришло из Гонконга, Южной Кореи, Сингапура и Японии; около 29 % — из стран Америки и 9 % — из стран Европы.
В 2011 году в городе был открыт парк развлечений по мотивам игры Angry Birds. 27 ноября 2017 года в городе состоялась 5-я встреча координаторов стран БРИКС.
В феврале 2023 года в Чанша была учреждена База цифровых услуг для содействия развитию китайско-африканского торгово-экономического сотрудничества.

### Промышленность
В городе действует несколько крупных индустриально-технологических парков. В Чанше производят химикаты, металлы, сельскохозяйственную технику и оборудование, тоннелепроходческие комплексы, полупроводниковые приборы, электронику, лекарства, продукты питания, комбикорма, цемент, резину, керамику, бумагу и другое. В непосредственной близости от города ведётся добыча угля.
В округе расположены завод ракетно-космического оборудования China Aerospace Science and Industry Corporation, завод интегральных микросхем Sanan IC, химический завод BASF, завод тоннелепроходческих комплексов и комбайнов China Railway Construction Heavy Industry (CRCHI).

### Торговля
Значительная часть овощей и фруктов поставляется в Чаншу через оптовый логистический центр сельхозпродукции «Дахэси». На рынке «Гаоцяо» в районе Юйхуа продаются товары из Африки (в том числе кофейные зёрна, чай, орехи, финики, цветы и парфюмерия). 
На территории международного аэропорта Хуанхуа действует комплексная бондовая зона, через которую проходит значительная часть внешней торговли с Африкой и Центральной Азией.

## Транспорт

### Общественный транспорт
Основной общественный транспорт в городе — автобусы. 29 апреля 2014 года была открыта первая линия метрополитена; позже были построены вторая и четвёртая линии метро, а в перспективе их будет шесть.
6 мая 2016 года была введена в эксплуатацию линия маглева, которая связала между собой Южный ж/д вокзал и аэропорт Хуанхуа.

### Железнодорожный транспорт
Чанша — крупный железнодорожный узел, который обслуживают Центральный и Южный вокзалы. Через город идут железные дороги со скоростными и высокоскоростными поездами Ухань — Гуанчжоу, Ханчжоу — Чанша и Чанша — Куньмин.
Важное значение имеют грузовые перевозки из Чанша (Северный вокзал) в Ханой, Минск и Киев.

### Авиационный транспорт
Международный аэропорт Чанша Хуанхуа находится примерно в 20 км от центра города и является одним из наиболее загруженных в Китае. Выполняются внутренние рейсы в такие города как Пекин, Куньмин, Наньнин, Чэнду, Гуанчжоу, Ланьчжоу, Фучжоу, Сиань, Урумчи, Шанхай, Харбин и другие, а также международные рейсы в Сеул, Сингапур, Тайбэй. Важную роль играют грузовые авиаперевозки в Африку и Европу.
По итогам 2023 года пассажиропоток международного аэропорта Хуанхуа достиг 27,25 млн человеко-раз; за год было совершено 200 800 взлетов и посадок самолетов.

## Наука и образование
Хунаньский университет — один из старейших в Китае, он образовался в 20 веке на месте древней Академии Юэлу.
В городе находится один из ключевых национальных военных университетов страны — Оборонный научно-технический университет Народно-освободительной армии Китая, известный разработкой суперкомпьютеров, компонентов космической и прочей техники.

## Культура
В Чанше расположено несколько музеев, театров, храмов и действует католическая Архиепархия Чанши. На берегу озера Мэйси построен Международный центр культуры и искусства «Мэйсиху», в котором объединены большой и малый театры и музей современного искусства.
Наиболее известные музеи — Музей провинции Хунань, где выставлены экспонаты раскопок в Мавандуй, и Музей бамбуковых бирок в Чанше, где выставлены находки (Бамбуковые бирки Цзоумалоу), найденные на территории центральной части города.
В городе на Мандариновом острове установлена статуя молодого Мао Цзэдуна. В Чанше расположен и один из самых высоких в Китае и мире монументов — 99-метровая статуя богини Гуаньинь.
Именно в Чанше в 1904 году была открыта первая в Китае публичная библиотека — Хунаньская провинциальная библиотека.

## Известные уроженцы
- Чжан Исин — участник бой-бэнда EXO.

## Города-побратимы
- Республика Корея, Куми
- Япония, Кагосима
- ЮАР, Кимберли
- Шри-Ланка, Латенапула
- Бельгия, Монс
- США, Сент-Пол

Ведутся переговоры об установлении побратимских связей между городами Чанша и Ульяновск (Россия).